# نادي أدوانا ستارز
نادي أدوانا ستارز هو نادي رياضي غاني تأسس سنة 1985

## إنجازات الفريق
- الدوري الغاني الممتاز: 2

2010
2017
- كأس السوبر الغاني: 1

2018